# Helogyne
Helogyne, rod glavočika, dio podtribusa Alomiinae. Postoji 8 vrsta

## Opis
Helogyne uključuje 8 grmolikih vrsta uglavnom iz Perua s nekim vrstama koje se protežu u Boliviju i Argentinu, a jedna je ograničena na Čile. Rod karakterizira papus relativno širokih i ponekad perjastih čekinja, zajedno s cjevastim vjenčićima, golim bazama i raširenim granama.

## Vrste
1. Helogyne apaloidea Nutt.
2. Helogyne calocephala Mattf.
3. Helogyne ferreyrae R.M.King & H.Rob.
4. Helogyne hutchisonii R.M.King & H.Rob.
5. Helogyne macrogyne (Phil.) B.L.Rob.
6. Helogyne straminea B.L.Rob.
7. Helogyne tacaquirensis Hieron.
8. Helogyne virgata B.L.Rob.